# اس‌تی‌اس-۱۲۰
اس‌تی‌اس-۱۲۰ (انگلیسی: STS-120) یکی از ماموریت‌های برنامه شاتل‌های فضایی بود که در تاریخ ۲۳ اکتبر ۲۰۰۷ از پایگاه فضایی کندی به مقصد ایستگاه فضایی بین‌المللی پرتاب شد. این مأموریت توسط شاتل دیسکاوری انجام گرفت و بخشی از پروژه مونتاژ ایستگاه فضایی بین‌المللی بود.